# Fritz Eschmann
Fritz Eschmann (* 7. Juni 1909 in Dieringhausen; † 22. Februar 1997 in Gummersbach) war ein deutscher Offizier und Politiker (SPD). Er war Mitglied des Deutschen Bundestages.

## Leben und Beruf
Nach dem Besuch der Volksschule absolvierte Eschmann in den Jahren 1923 bis 1927 eine Schlosserlehre in der Kesselfabrik Steinmüller und arbeitete anschließend bis 1932 als Schlossergeselle in Gummersbach. Vor 1933 war er in der Arbeitersportbewegung aktiv.
Im Jahr 1932 wechselte er zur Schutzpolizei. Er besuchte eine Polizeischule und eine Polizeifachschule. Er wurde 1936 Polizeioberwachtmeister.
Im Jahr 1936 trat er ins Heer der Wehrmacht ein und war bis zum Jahr 1945 Berufssoldat. Er besuchte eine Wehrmachtsfachsschule. Im Zweiten Weltkrieg wurde er als Infanterist seit dem Überfall auf Polen an vorderster Front eingesetzt. Später erfolgte seine Beförderung zum Offizier wegen Tapferkeit vor dem Feind. Zuletzt diente er als Kompaniechef im Range eines Hauptmanns in der 5. Panzerdivision. Er erhielt verschiedene Auszeichnungen wie das Eisernen Kreuz I. und II. Klasse. Im August 1944 bekam er für ein besonders wichtiges Unternehmen bei den Kämpfen um Minsk das Ritterkreuz des Eisernen Kreuzes.
Nach Entlassung aus britischer Kriegsgefangenschaft arbeitete er zunächst als Schlosser. Anschließend nach einer Tätigkeit als Werkmeister 1946/47, wurde er im Jahr 1948 Geschäftsführer und Vorsitzender des DGB-Kreisausschusses für das Oberbergische Land.

## Politik

### Partei
Vor dem Jahr 1933 gehörte Eschmann der Sozialistischen Arbeiter-Jugend an. Ab 1945 beteiligte er sich am Aufbau der SPD im Oberbergischen Kreis.

### Abgeordneter
Eschmann gehörte dem Oberbergischen Kreistag in den Jahren 1948 bis 1962 und von 1964 bis 1969, dem Deutschen Bundestag von 1953 bis 1969 an. Er vertrat den Wahlkreis Oberbergischer Kreis im Parlament. Er war u. a. Mitglied im Verteidigungsausschuss.

### Öffentliche Ämter
Eschmann war Landrat des Oberbergischen Kreises in der Zeit vom 8. November 1951 bis zum 20. November 1952 und vom 15. November 1956 bis zum 7. April 1961.

## Auszeichnungen
- 1944: Ritterkreuz des Eisernen Kreuzes
- 1968: Verdienstkreuz 1. Klasse der Bundesrepublik Deutschland